# Iryna Šymanovič
Iryna Vladimirovna Šymanovič, nota anche come Iryna Shymanovich (in bielorusso Ірына Ўладзіміраўна Шымановіч?; Minsk, 30 giugno 1997), è una tennista bielorussa.

## Biografia
Iryna Šymanovič ha vinto 14 titoli in singolare e 17 titoli in doppio nel circuito ITF in carriera. Il 12 giugno 2023 ha raggiunto il miglior piazzamento mondiale nel singolare, al numero 154, e il best ranking mondiale nel doppio l'ha ottenuto il 11 settembre 2023 al numero 66.
Al Torneo di Wimbledon 2013, la Shymanovich è arrivata in finale nel doppio ragazze in coppia con Anhelina Kalinina.
Il 4 febbraio 2014, Iryna ha debuttato nella squadra bielorussa di Fed Cup vincendo il suo primo incontro nel doppio con Ilona Kramen' contro la Turchia.

## Statistiche WTA

### Doppio

#### Vittorie (1)
| Legenda              |
| -------------------- |
| Grande Slam (0)      |
| Ori Olimpici (0)     |
| WTA Finals (0)       |
| WTA Elite Trophy (0) |
| Dal 2021             |
| WTA 1000 (0)         |
| WTA 500 (0)          |
| WTA 250 (1)          |

| N. | Data          | Torneo                  | Superficie  | Compagna         | Avversarie in finale               | Punteggio        |
| 1. | 8 aprile 2023 | Copa Colsanitas, Bogotà | Terra rossa | Irina Chromačëva | Oksana Kalašnikova Katarzyna Piter | 6-1, 3-6, [10-6] |

## Circuito WTA 125

### Doppio

#### Vittorie (5)
| N. | Data             | Torneo                                   | Superficie  | Compagna           | Avversarie in finale                      | Punteggio        |
| 1. | 25 febbraio 2024 | Puerto Vallarta Open, Puerto Vallarta    | Cemento     | Renata Zarazúa     | Angelica Moratelli Camilla Rosatello      | 6-2, 7-6(1)      |
| 2. | 8 giugno 2024    | Makarska Open, Macarsca                  | Terra rossa | Sabrina Santamaria | Nao Hibino Oksana Kalašnikova             | 6-4, 3-6, [10-6] |
| 3. | 14 luglio 2024   | Grand Est Open 88, Contrexéville         | Terra rossa | Oksana Kalašnikova | Wu Fang-hsien Zhang Shuai                 | 5-7, 6-3, [10-7] |
| 4. | 7 giugno 2025    | Open delle Puglie, Bari                  | Terra rossa | Marija Kozyreva    | Quinn Gleason Ingrid Martins              | 3-6, 6-4, [10-7] |
| 5. | 15 giugno 2025   | Open Internacional de Valencia, Valencia | Terra rossa | Marija Kozyreva    | Yvonne Cavallé Reimers Ángela Fita Boluda | 6-3, 6-4         |

## Statistiche ITF

### Singolare

#### Vittorie (14)
| Torneo $100.000 (0) |
| Torneo $80.000 (0)  |
| Torneo $75.000 (0)  |
| Torneo $60.000 (1)  |
| Torneo $50.000 (0)  |
| Torneo $40.000 (1)  |
| Torneo $25.000 (2)  |
| Torneo $15.000 (6)  |
| Torneo $10.000 (4)  |

| N.  | Data             | Torneo                                            | Superficie    | Avversaria in finale | Punteggio     |
| 1.  | 1º dicembre 2013 | Jolie Ville Golf Women's, Sharm el-Sheikh         | Cemento       | Emily Webley-Smith   | 6-4, 6-3      |
| 2.  | 23 febbraio 2014 | Altenkirchen Ladies Open, Altenkirchen            | Sintetico (i) | Réka Luca Jani       | 6-1, 7-6(3)   |
| 3.  | 16 marzo 2014    | ITF Women's Circuit Alibey, Adalia                | Cemento       | Lisa Ponomar         | 6-2, 6-3      |
| 4.  | 17 aprile 2016   | Tennis Organisation, Adalia                       | Cemento       | Tina Tehrani         | 6-3, 6-2      |
| 5.  | 24 aprile 2016   | Tennis Organisation, Astana                       | Cemento       | Dana Kremer          | 6-0, 6-1      |
| 6.  | 17 giugno 2017   | Marat Zverev Memorial Cup, Minsk                  | Terra rossa   | Ilona Kramen'        | 6–1, 4–6, 6–2 |
| 7.  | 13 agosto 2017   | Summer Cup, Mosca                                 | Terra rossa   | Polina Lejkina       | 6–2, 6–4      |
| 8.  | 20 agosto 2017   | Summer Cup, Mosca                                 | Terra rossa   | Jana Sizikova        | 6-1, 5-7, 7-5 |
| 9.  | 22 aprile 2018   | Soho Square Egypt Women's Future, Sharm el-Sheikh | Cemento       | Dasha Ivanova        | 6-2, 6-1      |
| 10. | 8 novembre 2020  | Jolie Ville Golf Women's, Sharm el-Sheikh         | Cemento       | Jessie Aney          | 6-3, 7-5      |
| 11. | 29 agosto 2021   | Almaty Open, Almaty                               | Cemento       | Vera Lapko           | 6-3, 6-2      |
| 12. | 2 ottobre 2022   | Krka Open Otocec, Otočec                          | Terra rossa   | Miriam Bulgaru       | 6-3, 3-6, 6-3 |
| 13. | 3 dicembre 2022  | Aberto da República, Rio de Janeiro               | Terra rossa   | Irina Chromačëva     | 6-2, 5-7, 6-4 |
| 14. | 20 aprile 2025   | Florida's Sports Coast Open, Zephyrhills          | Terra verde   | Caty McNally         | 7-6(2), 6-0   |

#### Sconfitte (6)
| Torneo $100.000 (0) |
| Torneo $80.000 (0)  |
| Torneo $75.000 (0)  |
| Torneo $60.000 (0)  |
| Torneo $50.000 (0)  |
| Torneo $40.000 (1)  |
| Torneo $25.000 (3)  |
| Torneo $15.000 (0)  |
| Torneo $10.000 (2)  |

| N. | Data            | Torneo                                    | Superficie      | Avversaria in finale | Punteggio     |
| 1. | 8 dicembre 2013 | Jolie Ville Golf Women's, Sharm el-Sheikh | Cemento         | Elena-Teodora Cadar  | 4–6, 6–4, 3–6 |
| 2. | 3 marzo 2014    | Tennis Organisation, Adalia               | Terra rossa     | Zhu Lin              | 1-6, 4-6      |
| 3. | 21 giugno 2015  | Pavlov Cup, Minsk                         | Terra rossa     | Dar'ja Kasatkina     | 1-6, 1-6      |
| 4. | 9 giugno 2018   | Namangan Womens, Namangan                 | Cemento         | Sabina Sharipova     | 1-6, 1-6      |
| 5. | 26 marzo 2023   | Ponent Mar Open, Palma Nova               | Terra rossa     | Jaqueline Cristian   | 4-6, 0-6      |
| 6. | 23 marzo 2025   | Circuito Banco BRB, Vacaria               | Terra rossa (i) | Aurora Zantedeschi   | 6-4, 5-7, 5-7 |

### Doppio

#### Vittorie (17)
| Torneo $100.000 (2) |
| Torneo $80.000 (0)  |
| Torneo $75.000 (0)  |
| Torneo $60.000 (1)  |
| Torneo $50.000 (0)  |
| Torneo $40.000 (3)  |
| Torneo $25.000 (6)  |
| Torneo $15.000 (4)  |
| Torneo $10.000 (1)  |

| N.  | Data              | Torneo                                                   | Superficie  | Partner            | Avversarie in finale                 | Punteggio           |
| 1.  | 4 luglio 2015     | ITF Stoccarda, Stoccarda                                 | Terra rossa | Marija Marfutina   | Lenka Kunčíková Karolína Stuchlá     | 6–2, 4–6, [10–8]    |
| 2.  | 23 aprile 2016    | Tennis Organisation, Astana                              | Cemento     | Jazzamay Drew      | Tayisiya Morderger Yana Morderger    | 3–6, 6–1, [10–2]    |
| 3.  | 12 agosto 2017    | Summer Cup, Mosca                                        | Terra rossa | Ilona Kramen'      | Elina Avanesjan Avelina Sajfetdinova | 6-4, 6-4            |
| 4.  | 19 agosto 2017    | Summer Cup, Mosca                                        | Terra rossa | Ilona Kramen'      | Aleksandra Kuznecova Sof'ja Lansere  | 6–2, 6–0            |
| 5.  | 7 aprile 2018     | Soho Square Egypt Women's Future, Sharm el-Sheikh        | Cemento     | Džulija Terzijska  | Chen Pei-hsuan Wu Fang-hsien         | 6-3, 7-5            |
| 6.  | 1º giugno 2018    | Andijan Womens, Andijan                                  | Cemento     | Ilona Kramen'      | Anastasija Gasanova Ekaterina Jašina | 6-4, 6-4            |
| 7.  | 9 novembre 2018   | Pavlov Cup, Minsk                                        | Cemento (i) | Ilona Kramen'      | Polina Monova Jana Sizikova          | 6-3, 7-6(3)         |
| 8.  | 14 novembre 2020  | Jolie Ville Golf Women's, Sharm el-Sheikh                | Cemento     | Elina Avanesjan    | Valentina Ryser Lulu Sun             | 6-4, 6-1            |
| 9.  | 7 agosto 2021     | Futures Lotos Solano Bydgoszcz Cup, Bydgoszcz            | Terra rossa | Carolina Alves     | Hiroko Kuwata Yuliana Lizarazo       | 6-1, 3-6, [10-5]    |
| 10. | 24 settembre 2022 | Krka Open Otocec, Otočec                                 | Terra rossa | Irina Chromačëva   | Sandra Samir Yang Ya-yi              | 6-2, 6-4            |
| 11. | 7 gennaio 2023    | Magic Tours, Monastir                                    | Cemento     | Kristina Dmitruk   | Kathleen Kanev Arlinda Rushiti       | 6-1, 6-2            |
| 12. | 14 gennaio 2023   | Magic Tours, Monastir                                    | Cemento     | Alëna Fomina-Klotz | Oana Gavrila Sapfo Sakellaridi       | 6-2, 6-1            |
| 13. | 4 marzo 2023      | BeeTV Women's, Astana                                    | Cemento (i) | Anna Danilina      | Han Na-lae Jang Su-jeong             | 6-4, 6(8)-7, [10-7] |
| 14. | 5 luglio 2024     | Open International Féminin de Montpellier, Montpellier   | Terra rossa | Mariana Dražić     | Elena Pridankina Ekaterina Jašina    | 1-6, 6-4, [10-8]    |
| 15. | 19 aprile 2025    | Florida's Sports Coast Open, Zephyrhills                 | Terra verde | Marija Kozyreva    | Maria Mateas Alana Smith             | 6-4, 6-1            |
| 16. | 26 aprile 2025    | Boyd Tinsley Women's Clay Court Classic, Charlottesville | Terra verde | Marija Kozyreva    | Kayla Cross Petra Hule               | 7-5, 7-5            |
| 17. | 4 maggio 2025     | FineMark Women's Pro Tennis Championship, Bonita Springs | Terra verde | Marija Kozyreva    | Makenna Jones Angela Kulikov         | 6-2, 6-2            |

#### Sconfitte (18)
| Torneo $100.000 (1) |
| Torneo $80.000 (1)  |
| Torneo $75.000 (0)  |
| Torneo $60.000 (3)  |
| Torneo $50.000 (0)  |
| Torneo $40.000 (1)  |
| Torneo $25.000 (8)  |
| Torneo $15.000 (2)  |
| Torneo $10.000 (2)  |

| N.  | Data             | Torneo                                                 | Superficie  | Partner            | Avversarie in finale                    | Punteggio           |
| 1.  | 5 ottobre 2013   | GD Tennis Academy, Adalia                              | Terra rossa | Aleksandra Zenovka | Olena Kyrpot Julija Samuseva            | 6–4, 3–6, [3–10]    |
| 2.  | 28 febbraio 2015 | GD Tennis Academy, Adalia                              | Terra rossa | Polina Novoselova  | Melis Sezer Lenka Wienerová             | 2-6, 2-6            |
| 3.  | 6 giugno 2016    | Pavlov Cup, Minsk                                      | Terra rossa | Ilona Kramen'      | Ulrikke Eikeri Laura Pigossi            | 2-6, 4-6            |
| 4.  | 14 luglio 2017   | Moscow Open, Mosca                                     | Terra rossa | Ilona Kramen'      | Akgul Amanmuradova Valentina Ivachnenko | 4-6, 2-6            |
| 5.  | 3 marzo 2018     | Soho Square Egypt Women's Future, Sharm El Sheikh      | Cemento     | Julija Hatouka     | Emilie Francati Britt Geukens           | 0-6, 3-6            |
| 6.  | 14 aprile 2019   | Lale Cup, Istanbul                                     | Cemento     | Ilona Kramen'      | Marie Bouzková Rosalie van der Hoek     | 5-7, 7-6(2), [5-10] |
| 7.  | 15 giugno 2019   | Pavlov Cup, Minsk                                      | Terra rossa | Ilona Kramen'      | Lina Ǵorčeska Anastasija Komardina      | 7–6(4), 4–6, [8–10] |
| 8.  | 21 novembre 2020 | Jolie Ville Golf Women's, Sharm el-Sheikh              | Cemento     | Elina Avanesjan    | Michaela Bayerlová Laetitia Pulchartová | 4-6, 5-7            |
| 9.  | 5 giugno 2021    | Tatarstan Open, Kazan'                                 | Terra rossa | Šalimar Talbi      | Nigina Abduraimova Angelina Gabueva     | 2-6, 6(5)-7         |
| 10. | 14 agosto 2021   | Lotos Radom Cup, Radom                                 | Terra rossa | Carolina Alves     | Mana Kawamura Funa Kozaki               | 4-6, 2-6            |
| 11. | 2 ottobre 2022   | Krka Open Otocec, Otočec                               | Terra rossa | Irina Chromačëva   | Jessie Aney Anna Sisková                | 0-3, rit.           |
| 12. | 25 novembre 2022 | Open Ciudad de Valencia, Valencia                      | Terra rossa | Irina Chromačëva   | Cristina Bucșa Ylena In-Albon           | 3-6, 2-6            |
| 13. | 21 gennaio 2023  | Magic Tours, Monastir                                  | Cemento     | Alëna Fomina-Klotz | Sada Nahimana Andreea Prisăcariu        | 5-7, 4-6            |
| 14. | 28 gennaio 2023  | Engie Open Andrézieux-Bouthéon 42, Andrézieux-Bouthéon | Cemento (i) | Conny Perrin       | Sof'ja Lansere Oksana Selechmet'eva     | 3-6, 0-6            |
| 15. | 18 marzo 2023    | Ponent Mar Open, Palma Nova                            | Terra rossa | Ekaterine Gorgodze | Francisca Jorge Matilde Jorge           | 1-6, 6-3, [8-10]    |
| 16. | 25 marzo 2023    | Ponent Mar Open, Palma Nova                            | Terra rossa | Ekaterine Gorgodze | Francisca Jorge Matilde Jorge           | 6-2, 3-6, [8-10]    |
| 17. | 17 agosto 2024   | Cary Tennis Classic, Cary                              | Cemento     | Oksana Kalašnikova | Céline Naef Tamara Zidanšek             | 6-4, 3-6, [9-11]    |
| 18. | 31 gennaio 2025  | NECC-DECCAN ITF Women's, Pune                          | Cemento     | Marija Kozyreva    | Alevtina Ibragimova Elena Pridankina    | 2-6, 6-1, [8-10]    |

## Grand Slam Junior

### Doppio

#### Sconfitte (1)
| Tornei del Grande Slam  |
| ----------------------- |
| Australian Open (0)     |
| Open di Francia (0)     |
| Torneo di Wimbledon (1) |
| US Open (0)             |

| N. | Data          | Torneo                      | Superficie | Compagna          | Avversarie in finale                  | Punteggio |
| 1. | 6 luglio 2013 | Torneo di Wimbledon, Londra | Erba       | Anhelina Kalinina | Barbora Krejčíková Kateřina Siniaková | 3-6, 1-6  |